# Vanolimicola
Vanolimicola es un género de aves caradriformes raloideas extintas del Eoceno inferior del sitio fosilífero de Messel. Se sabe que Vanolimicola, vivió en las orillas de un lago antiguo de la actual Messel de Alemania, ya que sus fósiles están bien preservados. Además, está emparentado con las jacanas actuales (miembros de su orden). Esta ave se asemeja a la ave china del Eoceno Songzia. Los fósiles de las aves de Messel son muy similares a los de la formación Green River (Estados Unidos). Fue nombrado y descrito originalmente por Mayr, en 2017.

## Etimología
Según la palabra vanum (en latín), que significa "limicolina y apariencia" y un taxón de un limicolínido (Charadriiformes), esto es en honor a su morfología general como ave vagabunda.